# Selaginella commutata
Selaginella commutata là một loài dương xỉ trong họ Selaginellaceae. Loài này được Alderw. mô tả khoa học đầu tiên năm 1913.